# Karl Kolliner
Karl (Karel) Kolliner (* 23. Juli 1888 in Tursko, Königreich Böhmen; † 19. Oktober 1944 in Auschwitz) war ein Eishockeyspieler. Er spielte von 1910 bis 1914 für den Berliner FC Preussen und nahm mit der deutschen Nationalmannschaft an der Europameisterschaft 1911 teil. Er wurde in die Hockey Hall of Fame Deutschland aufgenommen.

## Leben
Kolliner wurde in der Nähe von Prag als dritter von vier Söhnen des jüdischen Ehepaars Marie und Max Kolliner geboren. Er spielte vor dem Zweiten Weltkrieg für den Berliner FC Preussen, ohne je in Berlin gemeldet gewesen zu sein. Bei der zweiten Eishockey-Europameisterschaft wurde Deutschland durch eine Berliner Stadtauswahl vertreten, der Kolliner (als Carl bezeichnet) angehörte. Die Mannschaft wurde Vize-Europameister und unterlag nur der böhmischen Mannschaft, die nur mit tschechischen Spielern antrat.
Kolliner sprach Deutsch und Tschechisch. Am 5. Juli 1921 heiratete er Hedvika Wolf. Sie lebten in Prag.
Am 2. Juli 1942 wurde er nach Theresienstadt deportiert. Am 19. Oktober 1944 wurde er ins Konzentrationslager Auschwitz gebracht und dort mit seiner Ehefrau und zweien seiner Brüder ermordet.